# Он (Верхняя Гаронна)
Он (фр. Eaunes, окс. Èunas) — коммуна во Франции, находится в регионе Юг — Пиренеи. Департамент — Верхняя Гаронна. Входит в состав кантона Порте-сюр-Гарон. Округ коммуны — Мюре.
Код INSEE коммуны — 31165.

## География
Коммуна расположена приблизительно в 610 км к югу от Парижа, в 22 км к югу от Тулузы.

## Климат
Климат умеренно-океанический. Зима мягкая и снежная, весна характеризуется сильными дождями и грозами, лето сухое и жаркое, осень солнечная. Преобладают сильные юго-восточные и северо-западные ветры.

## Население
Население коммуны на 2010 год составляло 5390 человек.
| 1962 | 1968 | 1975 | 1982 | 1990 | 1999 | 2010 |
| ---- | ---- | ---- | ---- | ---- | ---- | ---- |
| 429  | 527  | 1488 | 2347 | 2550 | 3388 | 5390 |

## Администрация
| Период | Период | Фамилия          | Партия                  | Примечания |
| ------ | ------ | ---------------- | ----------------------- | ---------- |
| 1958   | 1972   | Жермен Руан      |                         |            |
| 1972   | 1974   | Жан Даргасси     |                         |            |
| 1974   | 1989   | Эме Паньон       |                         |            |
| 1989   | 2014   | Ален Соттиль     | Разные правые           |            |
| 2014   | 2020   | Даниэль Эспиноза | Социалистическая партия |            |

## Экономика
В 2010 году среди 3526 человек трудоспособного возраста (15—64 лет) 2649 были экономически активными, 877 — неактивными (показатель активности — 75,1 %, в 1999 году было 71,4 %). Из 2649 активных жителей работали 2472 человека (1318 мужчин и 1154 женщины), безработных было 177 (55 мужчин и 122 женщины). Среди 877 неактивных 315 человек были учениками или студентами, 335 — пенсионерами, 227 были неактивными по другим причинам.

## Достопримечательности
- Бывшее цистерцианское аббатство Ла-Кларте-Дьё (XII век). Исторический памятник с 1992 года[4]
- Церковь цистерцианского аббатства Ла-Кларте-Дьё (XII век). Исторический памятник с 1932 года[5]

## Города-побратимы
- Альбалате-де-Синка (Испания)
- Казьер (Италия)

## Фотогалерея
- Аббатство Ла-Кларте-Дьё
- Аббатство Ла-Кларте-Дьё
- Аббатство Ла-Кларте-Дьё
- Часовня
- Мэрия
- Бывшая мэрия